# SoundConverter
SoundConverter — компьютерная программа для конвертирования аудиоформатов в операционной системе Linux. Кроме того, программа имеет функцию извлечения аудиодорожек из видеофайлов. Для чтения и конвертирования файлов используется мультимедийный фреймворк GStreamer и другие кодеки.

## Описание
Программа написана на языке программирования Python. Графический интерфейс основан на библиотеках GTK+ и соответствует спецификациям GNOME HIG.

## Входные форматы
- Аудиоформаты — WAV, WavPack, FLAC, APE, ALAC, M4A, Shorten[англ.] (SHN), MPC, MP3, Ogg Vorbis, AAC, DTS, AC3.
  - форматы трекерной музыки — MOD, XM, S3M, SID и другие.
- Видеоформаты — AVI, MPEG, MOV[3].

## Выходные форматы
MP3, Ogg Vorbis, AAC, WAV и FLAC.
SoundConverter может использовать GNOME Audio Profiles — профили с пользовательскими, заранее установленными параметрами конвертирования.
Таблица. Настраиваемые параметры в выходных аудиоформатах.
| Параметр                                 | Аудиоформаты         |
| ---------------------------------------- | -------------------- |
| Значение битрейта (Кбит/c, 6 значений)   | MP3, Ogg Vorbis, AAC |
| Тип битрейта (CBR, ABR, VBR)             | MP3                  |
| Степень сжатия (3 степени)               | FLAC                 |
| Глубина дискретизации (8, 16 или 32 бит) | WAV                  |
| Частота дискретизации (8000—128000 Гц)   | (любые)              |
| Микширование в одноканальный монозвук    | (любые)              |

## Используемые программные компоненты
- GStreamer.
- LAME — конвертирование в формат MP3.
- Python — интерпретатор.
- PyGTK, Python-gnome — отрисовка графического интерфейса.